# 單棘可哥鮋
單棘可哥鮋為輻鰭魚綱鮋形目鮋亞目絨皮鮋科的其中一種，為熱帶海水魚，分布於西印度洋南非及坦尚尼亞外海海域，棲息深度37-48公尺，體長可達3.8公分，棲息在底層水域，生活習性不明。

## 扩展阅读
維基物種上的相關：單棘可哥鮋